# Ctenophila caldwelli
Ctenophila caldwelli é uma espécie de gastrópode  da família Euconulidae.
É endémica da Maurícia.